# Color Climax Corporation
La Color Climax Corporation (CCC) è una società danese che si occupa di produzione e distribuzione di materiale pornografico. La sede della società si trova a Copenaghen. Fino agli anni novanta è stata una delle principali case di produzione pornografiche europee. In seguito la CCC ha molto ridotto la propria attività ma, grazie al fatto che le sue precedenti produzioni continuano ad attirare l'attenzione di appassionati della cosiddetta "pornografia classica", la società è tuttora attiva nella distribuzione via internet.
La Color Climax Corporation ha iniziato l'attività nel 1967 con la pubblicazione della rivista pornografica ColorClimax, nonostante la pornografia fosse illegale in Danimarca fino al 1969.

## I film
Nel 1969 la Danimarca legalizzò la produzione di qualsiasi genere di materiale pornografico. Negli anni settanta la CCC iniziò così a produrre brevi filmini in 8 millimetri. Negli anni ottanta le videocassette sostituirono il super 8 e la casa iniziò a pubblicare in questo nuovo formato le proprie produzioni, talvolta dei riversamenti del materiale del passato. I film della CCC avevano contenuti molto vari, tra cui scene di zoofilia  (molte delle quali interpretate da Bodil Joensen), sesso con transessuali e altri tipi di contenuti all'epoca di scarsa diffusione e reperibilità. Nei suoi film scene di urofilia erano rappresentate come un'attività sessuale del tutto normale. Fino al 2004 la Color Climax ebbe nel proprio archivio produzioni in cui comparivano note pornostar europee e statunitensi come Anna Marek, Tove Jensen (nome d'arte Tiny Tove), Rocco Siffredi, Tiffany Towers e John Holmes.

## Pornografia infantile
La Color Climax è stata l'unica società di produzione di una certa dimensione a pubblicizzare apertamente la presenza nel proprio catalogo di pedopornografia e, tra il 1969 e il 1979, si rese responsabile della distribuzione su scala relativamente ampia di quel tipo di film. Tra il 1971 e il 1979 la società produsse 36 (o più) film di  dieci minuti circa per la propria linea chiamata Lolita. I film vedevano protagoniste bambine e ragazzine, di solito tra i sette e gli undici anni ma talvolta anche più piccole, principalmente insieme ad uomini, ma anche con donne o altri bambini.

## Riviste
La CCC è stata nota anche per le sue serie di riviste, con titoli come Color Climax e Rodox. All'epoca erano considerate come le riviste pornografiche di migliore qualità in circolazione in Europa. All'interno delle riviste venivano pubblicati anche dei fermi immagine tratti dalla serie di film Lolita. Molte delle immagini presenti nelle riviste sono tuttora disponibili nel sito web della compagnia oppure nel circuito illegale del file sharing. Fino al 2006 la CCC ha pubblicato più di 3.000 libri e riviste, per un totale di oltre 140 milioni di copie vendute, a cui si aggiungono 8,5 milioni di film e quasi un milione di videocassette.